# Grand Prix d'Isbergues 2017
Le Grand Prix d'Isbergues 2017 est la 71e édition de cette course cycliste sur route. Il a eu lieu le 17 septembre 2017. Il fait partie du calendrier UCI Europe Tour 2017 en catégorie 1.1. C'est également la quinzième épreuve de la Coupe de France de cyclisme sur route 2017.

## Présentation

### Équipes
Classé en catégorie 1.1 de l'UCI Europe Tour, le Grand Prix d'Isbergues est par conséquent ouvert aux UCI WorldTeams dans la limite de 50 % des équipes participantes, aux équipes continentales professionnelles, aux équipes continentales et aux équipes nationales.
| WorldTeams (3)- FDJ - AG2R La Mondiale - Dimension Data Équipes continentales professionnelles (8)- Cofidis, Solutions Crédits - Direct Énergie - Wanty-Groupe Gobert - Sport Vlaanderen-Baloise - Fortuneo-Oscaro - WB-Veranclassic-Aqua Protect - Delko Marseille Provence KTM - Roompot-Nederlandse Loterij Équipes continentales (7)- Armée de terre - Euskadi Basque Country-Murias - Roubaix Lille Métropole - Coop - HP BTP-Auber 93 - Tarteletto-Isorex - Pauwels Sauzen-Vastgoedservice |
| |

## Récit de la course
Benoît Cosnefroy (AG2R La Mondiale), Alan Riou (Fortunéo-Oscaro) et Nicolas Baldo (HP BTP Auber 93) s'échappent après trois kilomètres de course. Ils sont rattrapés par David Boucher (Pauwels Sauzen-Vastgoedservice), déjà auteur d'une attaque dès le départ, et Pierre Gouault (HP BTP Auber 93). Ce groupe creuse une avance qui atteint trois minutes et 50 secondes à mi-course. L'équipe Cofidis se place alors en tête du peloton pour lancer la poursuite. L'écart entre l'échappée et le peloton diminue et n'est plus que d'une minute et quinze secondes à 45 km de l'arrivée. Les chances de l'échappée semblent alors faibles. Cependant, l'écart croît à nouveau puis se stabilise grâce notamment à des relais appuyés de David Boucher.
À 5 km de l'arrivée, Cosnefroy et Gouault se détachent et résistent au peloton. Au sprint, Cosnefroy bat Gouault. Alan Riou prend la troisième place à sept secondes, devant Nicolas Baldo et juste devant le peloton réglé au sprint par Rudy Barbier (AG2R La Mondiale),
Passé professionnel un mois auparavant, Benoît Cosnefroy obtient là sa première victoire. Grâce à sa huitième place, Laurent Pichon (Fortuneo-Oscaro) est assuré de remporter la Coupe de France.

## Classements

### Classement final
| Classement | Classement       | Classement  | Classement       | Classement         |
|            | Coureur          | Pays        | Équipe           | Temps              |
| ---------- | ---------------- | ----------- | ---------------- | ------------------ |
| 1er        | Benoit Cosnefroy | France      | AG2R La Mondiale | en 4 h 48 min 47 s |
| 2e         | Pierre Gouault   | France      | HP BTP-Auber 93  | + 0 s              |
| 3e         | Alan Riou        | France      | Fortuneo-Oscaro  | + 7 s              |
| 4e         | Nicolas Baldo    | France      | HP BTP-Auber 93  | + 7 s              |
| 5e         | Rudy Barbier     | France      | AG2R La Mondiale | + 7 s              |
| 6e         | Mark Cavendish   | Royaume-Uni | Dimension Data   | + 7 s              |
| 7e         | Nacer Bouhanni   | France      | Cofidis          | + 7 s              |
| 8e         | Laurent Pichon   | France      | Fortuneo-Oscaro  | + 7 s              |
| 9e         | Marc Sarreau     | France      | FDJ              | + 7 s              |
| 10e        | David Menut      | France      | HP BTP-Auber 93  | + 7 s              |
| modifier   |                  |             |                  |                    |